# ثابت عبد النور
ثابت عبد العزيز عبد النور (1890 - 1957) هو سياسي ومسؤول حكومي ودبلوماسي عراقي، انتخب مرتين لعضوية مجلس النواب العراقي لتمثيل المكون المسيحي في الموصل في عهد النظام الملكي، وشغل منصب مدير لشؤون النفط في وزارة الاقتصاد والمواصلات في الحكومة العراقية آنذاك، ودبلوماسي في لندن وجدة وصنعاء.